# Bob Nguyễn
Bob Nguyễn (1990 - ) là nhà quay phim người Úc gốc Việt Nam, anh giành hai Giải Cánh diều hạng mục Quay phim xuất sắc với hai bộ phim điện ảnh Sút và Song Lang.

## Tiểu sử
Bob Nguyễn sinh năm 1990, tốt nghiệp trường Đại học Swinburne năm 2008, và có 2 năm theo học tại Học viện Điện ảnh New York.
Năm 2017, anh cùng hai nhà quay phim Nguyễn K'Linh và Lý Thái Dũng thành lập Sài Gòn Cinematographers (Hội quay phim Sài Gòn) nhằm tạo ra một cầu nối, một diễn đàn cho tất cả những người đang làm nghề quay phim tại Sài Gòn.

## Tác phẩm
| Năm  | Phim                                     | Dạng phim | Chú thích |
| ---- | ---------------------------------------- | --------- | --------- |
| 2014 | House slave                              | phim ngắn |           |
| 2020 | À La Carte                               | phim ngắn |           |
| 2016 | Sanctuary                                | phim ngắn |           |
| 2023 | 303/77                                   | phim ngắn |           |
| 2016 | She Has a Name                           |           |           |
| 2016 | Sút                                      |           |           |
| 2018 | The Perfect Host: A Southern Gothic Tale |           |           |
| 2019 | Song lang                                |           |           |
| 2019 | Chị chị em em                            |           |           |
| 2021 | Gà ác                                    | phim ngắn |           |
| 2022 | Mười: Lời nguyền trở lại                 |           |           |
| 2022 | In the Forest                            |           |           |

## Giải thưởng
| Năm  | Giải thưởng                                 | Phim                     | Hạng mục                                  | Kế quả    | Chú thích   |
| ---- | ------------------------------------------- | ------------------------ | ----------------------------------------- | --------- | ----------- |
| 2017 | Giải Cánh diều lần thứ 15                   | Sút                      | Quay phim xuất sắc - Phim truyện điện ảnh | Đoạt giải | [ 1 ]       |
| 2019 | Giải Cánh diều lần thứ 17                   | Song Lang                | Quay phim xuất sắc - Phim truyện điện ảnh | Đoạt giải | [ 2 ]       |
| 2018 | Hiệp hội đạo diễn hình ảnh Úc               | Song Lang                | Phim truyện điện ảnh: Chân máy vàng       | Đoạt giải | [ 6 ] [ 5 ] |
| 2018 | Hiệp hội đạo diễn hình ảnh Úc               | Song Lang                | Đạo diễn hình ảnh Úc của năm              | Đoạt giải | [ 6 ] [ 5 ] |
| 2019 | Giải thưởng và liên hoan phim quốc tế ASEAN | Song Lang                | Đạo diễn hình ảnh xuất sắc                | Đề cử     | [ 7 ]       |
| 2019 | Liên hoan phim LGBT Fargo Moorhead          | Song Lang                | Quay phim xuất sắc nhất                   | Đoạt giải | [ 8 ]       |
| 2022 | Hiệp hội đạo diễn hình ảnh Úc               | Mười: Lời nguyền trở lại | Chân máy vàng                             | Đoạt giải | [ 5 ]       |
| 2023 | Hiệp hội đạo diễn hình ảnh Úc               | Gà ác (Black Hen)        | Chân máy vàng                             | Đoạt giải | [ 9 ] [ 5 ] |